# Mihir Bellare
Mihir Bellare es un criptógrafo de la Universidad de California, San Diego. Ha publicado muchos artículos científicos en el área de la criptografía, muchos como coautor con Phillip Rogaway. Bellare ha publicado también artículos en el área de la criptología preservando el formato. Entre sus estudiantes se incluyen a Michel Abdalla, Chanathip Namprempre y Tadayoshi Kohno.